# Charlot în „Carmen”
Charlot în „Carmen” (în engleză A Burlesque on Carmen) este un film american de comedie din 1915 produs de Jess Robbins și George K. Spoor, scris și regizat de Charlie Chaplin. În alte roluri interpretează actorii Jack Henderson, Edna Purviance și Leo White. Charlot în „Carmen” este o parodie a filmului Carmen din 1915 de Cecil B. DeMille, care este o reinterpretare a nuvelei Carmen de Prosper Mérimée.

## Distribuție
- Charles Chaplin - Darn Hosiery
- Edna Purviance - Carmen
- Jack Henderson - Lillas Pastia

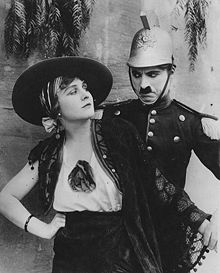
Purviance și Chaplin

- Leo White - Morales, Officer of the Guard
- John Rand - Escamillo the Toreador
- May White - Frasquita
- Bud Jamison - Soldier of the Guard
- Lawrence A. Bowes - Gypsy
- Frank J. Coleman - Soldier